# Северная Македония
Се́верная Македо́ния (макед. Северна Македонија [ˈsɛvɛrna makɛˈdɔnija], алб. Maqedonia e Veriut [macɛˈdɔnja ɛ vɛɾˈjut]), полное официальное название — Респу́блика Се́верная Македо́ния (макед. Република Северна Македонија [rɛˈpublika ˈsɛvɛrna makɛˈdɔnija], алб. Republika e Maqedonisë së Veriut [rɛˈpublika ɛ macɛˈdɔnis sə vɛɾˈjut]) — государство на юго-востоке Европы, на Балканском полуострове. Население, по данным переписи населения 2021 года, проведённой Государственным статистическим управлением Республики Северная Македония, составляет 1 836 713 человека, территория — 25 333 км². Занимает 147-е место в мире по численности населения и 145-е по территории.
Столица — Скопье. Единственным государственным языком является македонский, один из славянских языков. Албанский имеет статус «второго официального языка» (макед. втор официјален јазик), но не употребляется в сфере международных отношений, обороны, центральной полиции и монетарной политики.
Унитарное государство, парламентская республика. 23 июня 2024 года на пост премьер-министра был избран Христиан Мицкоски 
Подразделяется на 85 административно-территориальных единиц, 84 из которых являются общинами и город Скопье, как самостоятельную единицу местного самоуправления.
Не имеет выхода к морю. На севере граничит с частично признанной Республикой Косово и Сербией, на западе — с Албанией, на юге — с Грецией, на востоке — с Болгарией.
Отличается значительным этнокультурным разнообразием. Около 67 % населения исповедует православие, мусульмане составляют 30 % от общего числа жителей, а приверженцев других конфессий — 3 %.
Аграрно-индустриальная страна с динамично развивающейся экономикой. Объём ВВП по паритету покупательной способности за 2017 год составил 31,03 миллиарда долларов США (около 14 900 долларов США на душу населения). Денежная единица — македонский денар.
Член НАТО с 27 марта 2020.

## Территория и название
Ранее страна называлась Македония, что приводило к неоднозначности с географической областью Македония, государством Древняя Македония, исторической провинцией Македония в соседней Греции и Пиринской Македонией в соседней Болгарии. Северная Македония занимает порядка 35,8 % площади македонских вилайетов Османской империи до 1912 года (52,4 % находится на территории современной Греции, a 9,6 % находится на территории Болгарии), а население её составляет около 40,9 % населения последней.
Территория Республики Северная Македония ранее составляла самую южную часть Югославии. Современные её границы были установлены вскоре после Второй мировой войны. В августе 1947 года президент Социалистической Федеративной Республики Югославия (СФРЮ) Иосип Тито и премьер-министр Болгарии Георгий Димитров встретились в Бледе и договорились о том, что вся Македония (или, по крайней мере, часть греческой и вся болгарская Македония), в конце концов, войдут в союз с югославской Македонией, при условии что Болгария станет составной частью Федерации балканских государств. Так в составе СФРЮ была образована Социалистическая Республика Македония — тем самым македонцы были признаны как самостоятельный народ в составе СФРЮ. После ухудшения межгосударственных отношений между СССР и СФРЮ Болгария аннулировала достигнутые в Бледе соглашения.

### Спор о названии
В 1991 году при распаде Югославии на отдельные государства территория Северной Македонии не претерпела изменений. В то же время появление этого отдельного государства привело к политическим спорам с Грецией по поводу использования названий «Македония» и «македонцы».
Официальное обозначение, использовавшееся в 1993—2019 годах в ООН по настоянию Греции, — Бывшая Югославская Республика Македония (англ. Former Yugoslav Republic of Macedonia, FYROM, макед. Поранешна Југословенска Република Македонија). Такое же название использовалось в этот период в составе МОК и на Олимпийских и Паралимпийских играх.
4 ноября 2004 года США официально признали страну под её конституционным названием — Республика Македония. Между тем Европейский союз (ЕС) заявил, что будет пользоваться прежним названием — Бывшая югославская Республика Македония; Евросоюз также дал Греции гарантии, что бывшая югославская Республика Македония сможет стать полноправным членом этой организации только после согласования названия.
В апреле 2011 года Республика Македония подала иск в Международный суд в Гааге. Она обвинила Грецию в создании препятствий для её вступления в ЕС и НАТО. 5 декабря 2011 года Международный суд принял решение, что Греция не имеет права блокировать членство Республики Македонии в ЕС, НАТО и других международных организациях.
12 июня 2018 года правительства Греции и Республики Македонии после долгого спора пришли к консенсусу о наименовании страны (Преспанский договор), в результате которого македонская сторона приняла решение начать процедуру смены названия на Республику Северная Македония (макед. Република Северна Македонија) erga omnes («по отношению ко всем»: как в своём законодательстве, так и в отношениях со всеми странами и организациями). При этом наименования, связанные с соответствующими славянским этносом (македонцы), языком (македонский язык) и культурой, согласно договору, не подлежат изменению.
30 сентября того же года прошёл референдум, на котором граждане могли выразить своё отношение к договору между Грецией и Республикой Македонией. 91,46 % граждан Республики Македонии, пришедших на избирательные участки, поддержали Преспанское соглашение с Грецией, однако из-за того, что явка на референдуме не достигла 50 %, эти результаты не признаны действительными. При этом, поскольку референдум носил консультативный характер, он не накладывал никаких юридических ограничений на продолжение процесса ратификации Преспанского соглашения.
11 января 2019 года состоялось решающее голосование депутатов парламента Республики Македонии по изменению названия страны. 81 депутат (при минимально необходимых 80) из 120 поддержал соответствующие поправки в конституцию. Для вступления соглашения в силу его должен был ратифицировать простым большинством греческий парламент. 25 января парламент Греции ратифицировал соглашение об изменении названия Республики Македонии, за такое соглашение проголосовало 153 депутата (при 151 необходимых), против соглашения было 146 депутатов. 12 февраля 2019 года соглашение о переименовании Республики Македония в Республику Северная Македония официально вступило в силу. 14 февраля 2019 г. ООН официально изменила принятое ею название с «Бывшая югославская Республика Македония» на «Республика Северная Македония».

## География

Физическая карта Северной Македонии

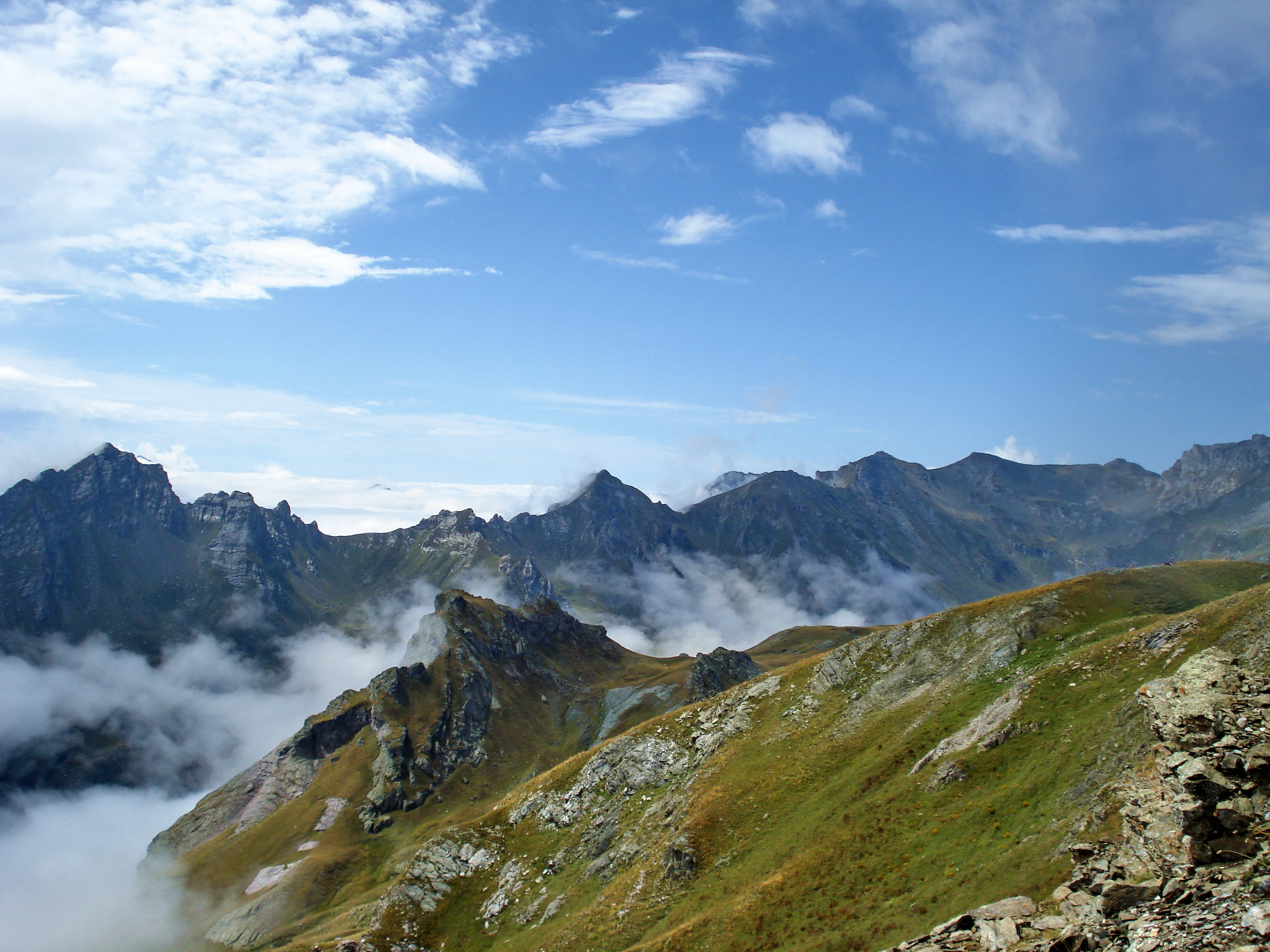
Кораб

Географическая область Македония располагается на территории трёх стран — её южная и бо́льшая часть — Эгейская Македония, входит в состав Греции; восточные земли — Пиринская Македония — в состав Болгарии, а Северная Македония расположена на севере и западе, в долине реки Вардара.
На большей части территории располагаются хребты средневысоких горных систем Скопска-Црна-Гора, Пинд (высшая точка — гора Кораб (2753 м) и Пирин, разделённых обширными межгорными котловинами. Друг от друга горные хребты отделяют долины рек Вардар и Струмица, протекающих через всю страну. На юго-западе расположены частично принадлежащие Северной Македонии крупные озера Охридское и Преспа, а на юго-востоке — крупное Дойранское озеро. Низшая точка — р. Вардар (50 м).

### Климат
В Северной Македонии климат переходит от умеренного к субтропическому. Средняя температура января — 11—12 °C, июля +21—23 °C. Годовое количество осадков — 500—700 мм на севере.

## История

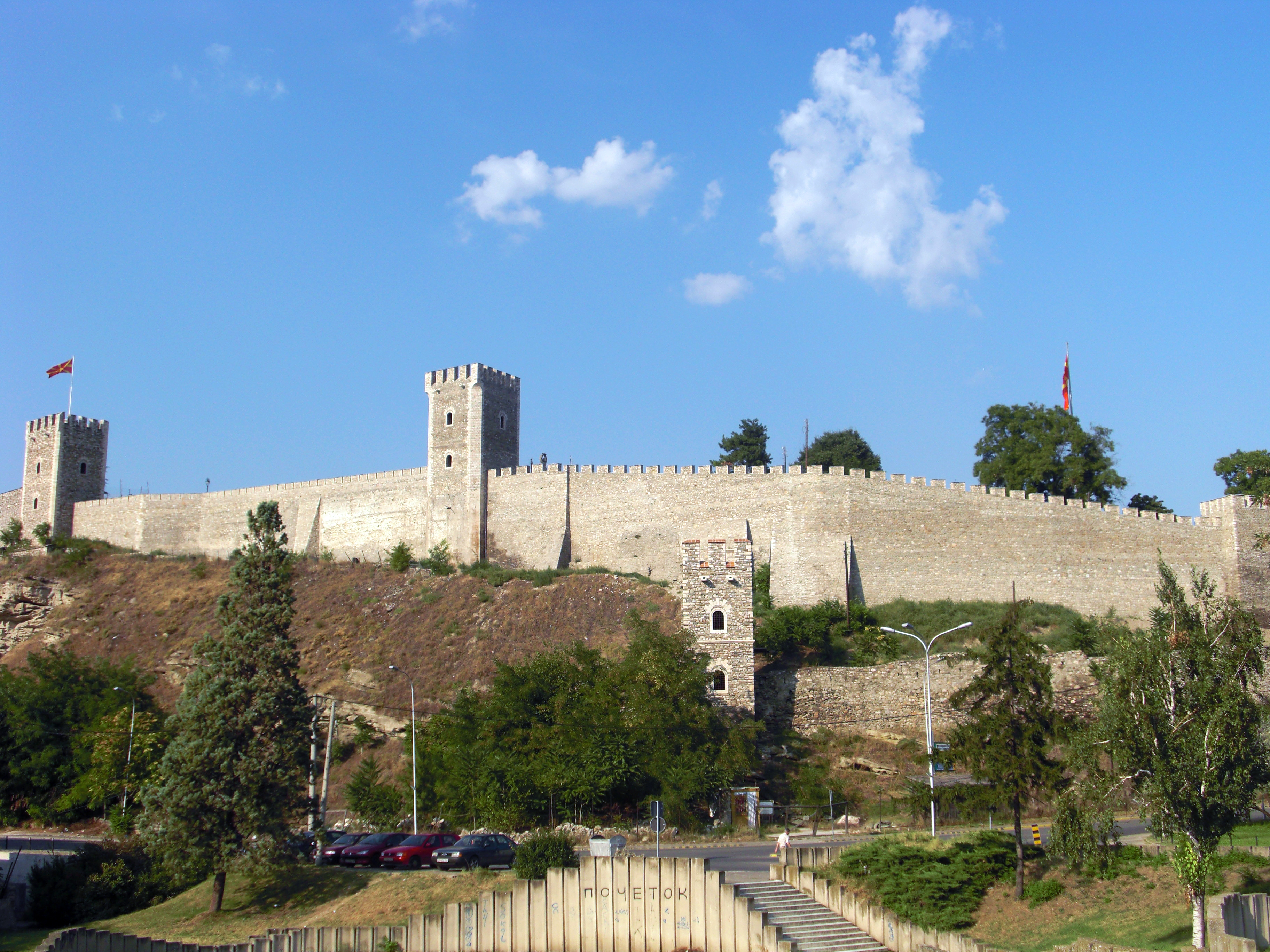
Крепость Скопско Кале

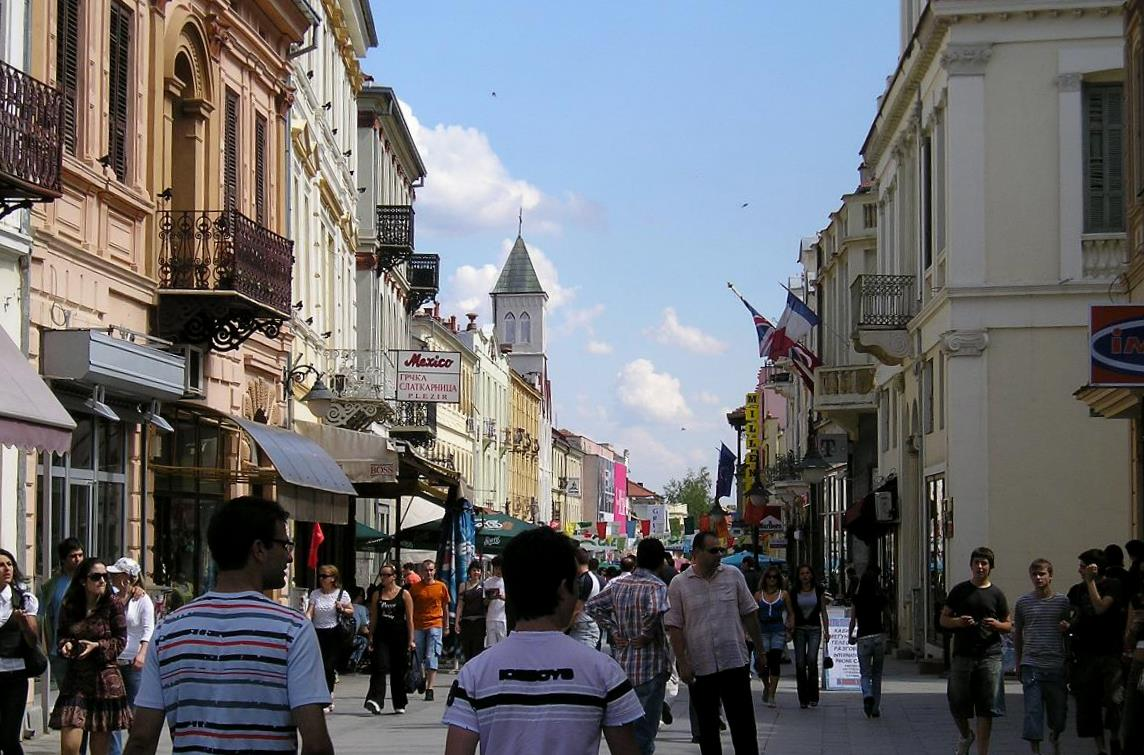
Исторический центр города Битола

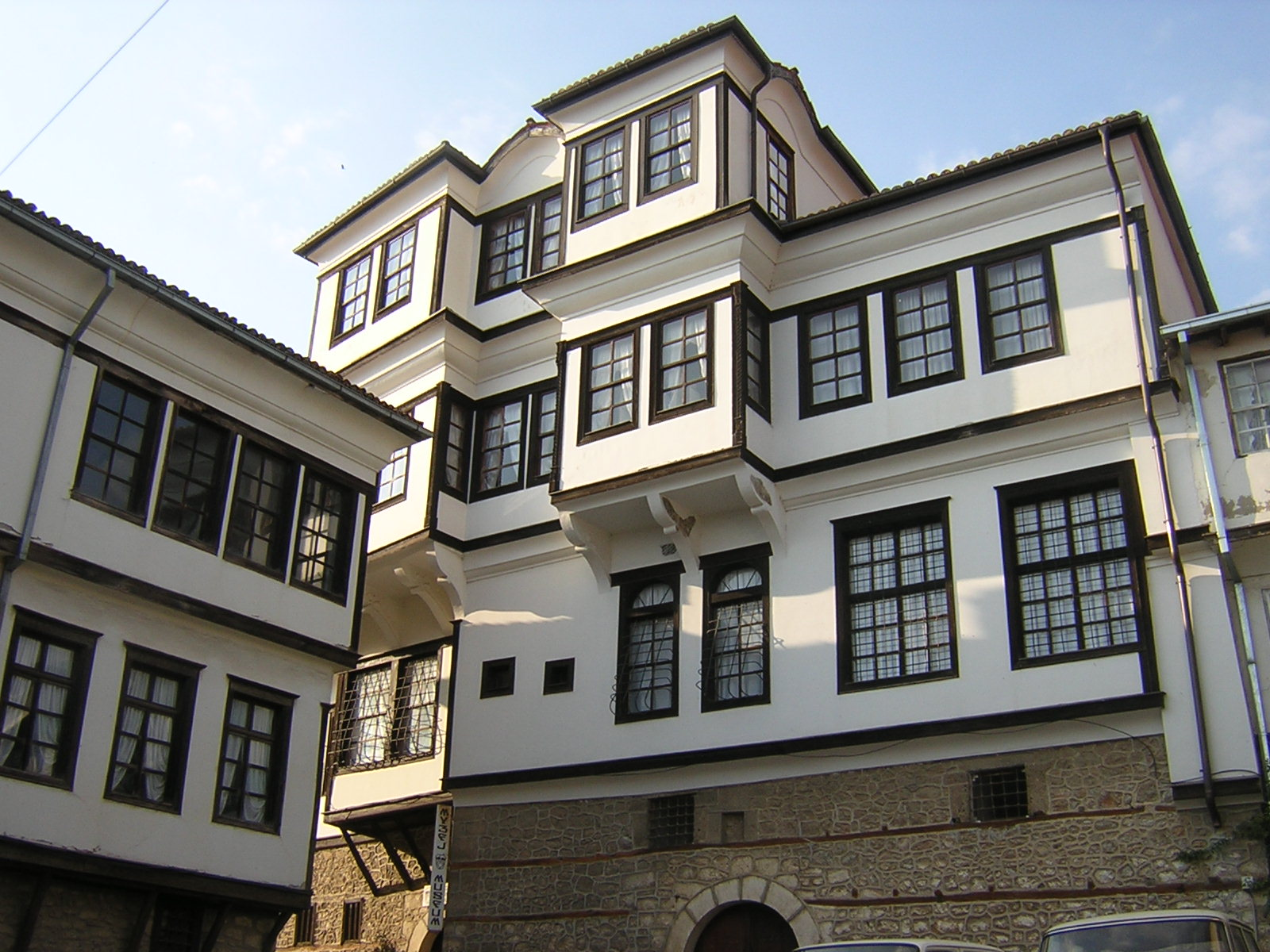
Архитектура в городе Охрид

Территория Северной Македонии в различные исторические периоды принадлежала разным государствам и империям — Пеонии, Древней Македонии (чьё название унаследовал весь географический регион), Римской и Византийской империям, Первому и Второму Болгарским царствам, Сербскому царству, Османской империи. В 864 году, когда территория находилась в составе Болгарского царства, христианство было принято государственной религией. Современные македонцы этнически близки к болгарам. В XIV веке эти земли были завоёваны Османской империей. В XIX веке развилось национальное движение болгар в Македонии, которое проявлялось в форме борьбы за церковно-школьную самостоятельность болгар, увенчавшейся успехом 1870 года с учреждением Болгарского экзархата, которому к середине 1870-х годов удалось включить в свой диоцез большую часть этнически болгарских земель Македонии.
В 1878 году, в результате Русско-турецкой войны 1877—1878, Российская империя освободила Болгарию и заключила с Турцией Сан-Стефанский мир, согласно которому появлялось государство Болгария, а части территорий Османской Македонии, населяемые южными славянами, входили в пределы Болгарии. Однако с этим договором оказались не согласны практически все великие державы, и за Сан-Стефанским договором последовал Берлинский трактат, разрезавший Болгарию на две части — Княжество Болгария и Восточную Румелию. Территория Македонии с её южнославянским населением вновь перешла к туркам.
В 1912 году началась Первая Балканская война. Болгарские и союзные греческие, сербские и черногорские войска разгромили Османскую империю. Однако почти сразу же началась Вторая Балканская война между союзниками — Болгарией и остальными балканскими христианскими странами, в результате которой Болгария потеряла Македонию.
В результате Балканских войн 1912 и 1913 годов и падения Османской империи территория Османской Македонии была разделена между Сербией под названием Јужна Србија («Южная Сербия»), Грецией и Болгарией (Пиринский край). После Первой мировой войны Сербия вступила во вновь созданное Королевство сербов, хорватов и словенцев. В 1929 году королевство получило новое имя — Югославия и было разделено на провинции — бановины. Территория Северной Македонии стала Вардарской бановиной (Vardarska banovina).
В 1941 году Югославию захватили страны «оси». Территория Вардарской бановины была разделена между Болгарией и Албанией. Часть македонских славян поддерживала движение сопротивления, которое возглавил Иосип Броз Тито, впоследствии ставший президентом Югославии. Болгарские оккупационные власти образовали Независимое государство Македония, просуществовавшее несколько месяцев в 1944 году.
По окончании Второй мировой войны была образована Федеративная Народная Республика Югославия из шести республик, в том числе Народной Республики Македонии. При переименовании объединения в Социалистическую Федеративную Республику Югославию в 1963 году Северная Македония также была переименована в Социалистическую Республику Македонию.
- 1991 — декларация о суверенитете и референдум о независимости Республики Македонии, приведшая к бескровному выходу из состава Югославии. Первым президентом Республики Македонии стал выходец из местной номенклатуры Киро Глигоров (1991—1999).
- 1991 — Болгария — первое государство мира, признавшее независимость Республики Македонии.
- 1992 — вывод частей югославской армии после подписания Договора о выводе войск ЮНА 21 февраля президентом нового государства Киро Глигоровым и верховным командованием югославской армии.
- 1993 — Республика Македония принята в ООН как Бывшая Югославская Республика Македония[28]
- 1995 — после покушения на Киро Глигорова исполняющим обязанности главы государства непродолжительный период являлся Стоян Андов.
- В результате войны в Косове в 1999 году порядка 360 000 косовских албанцев бежали на территорию Республики Македонии. Беженцы вскоре покинули страну, но немногим позже местные албанцы по их примеру выдвинули требование автономии для районов республики с преобладающим албанским населением.
- 1999 — Совместная декларация, фиксирующая принципы добрососедских отношений между Болгарией и Республикой Македонией; подтверждена совместным меморандумом в 2008 году[29].
- 1999—2004 — президент Борис Трайковский.
- 2001, март-август — албанская Армия национального освобождения (лидер — Али Ахмети) начала военно-партизанские действия против регулярной армии Республики Македонии на севере и западе страны (особенно в районе Тетово). Противостоянию положило конец лишь вмешательство НАТО, в результате чего с албанскими сепаратистами было подписано Охридское соглашение, предоставлявшее ограниченную юридическую и культурную автономию (официальный статус албанского языка, амнистия повстанцев, албанская полиция в албанских районах).
- 2002 — спорадические рецидивы албано-македонского межэтнического конфликта.
- 2020 — Северная Македония стала 30-м членом НАТО[10][30].

## Государственное устройство
Северная Македония — парламентская республика, большими полномочиями наделено законодательное Собрание.

### Политические партии
- Объединение за Македонию — националистическая
- Внутренняя македонская революционная организация — Демократическая партия за македонское национальное единство — консервативная
- Внутренняя македонская революционная организация — Народная партия — консервативная
- Либерально-демократическая партия — либеральная
- Социал-демократический союз Македонии — социалистическая

## Административное деление

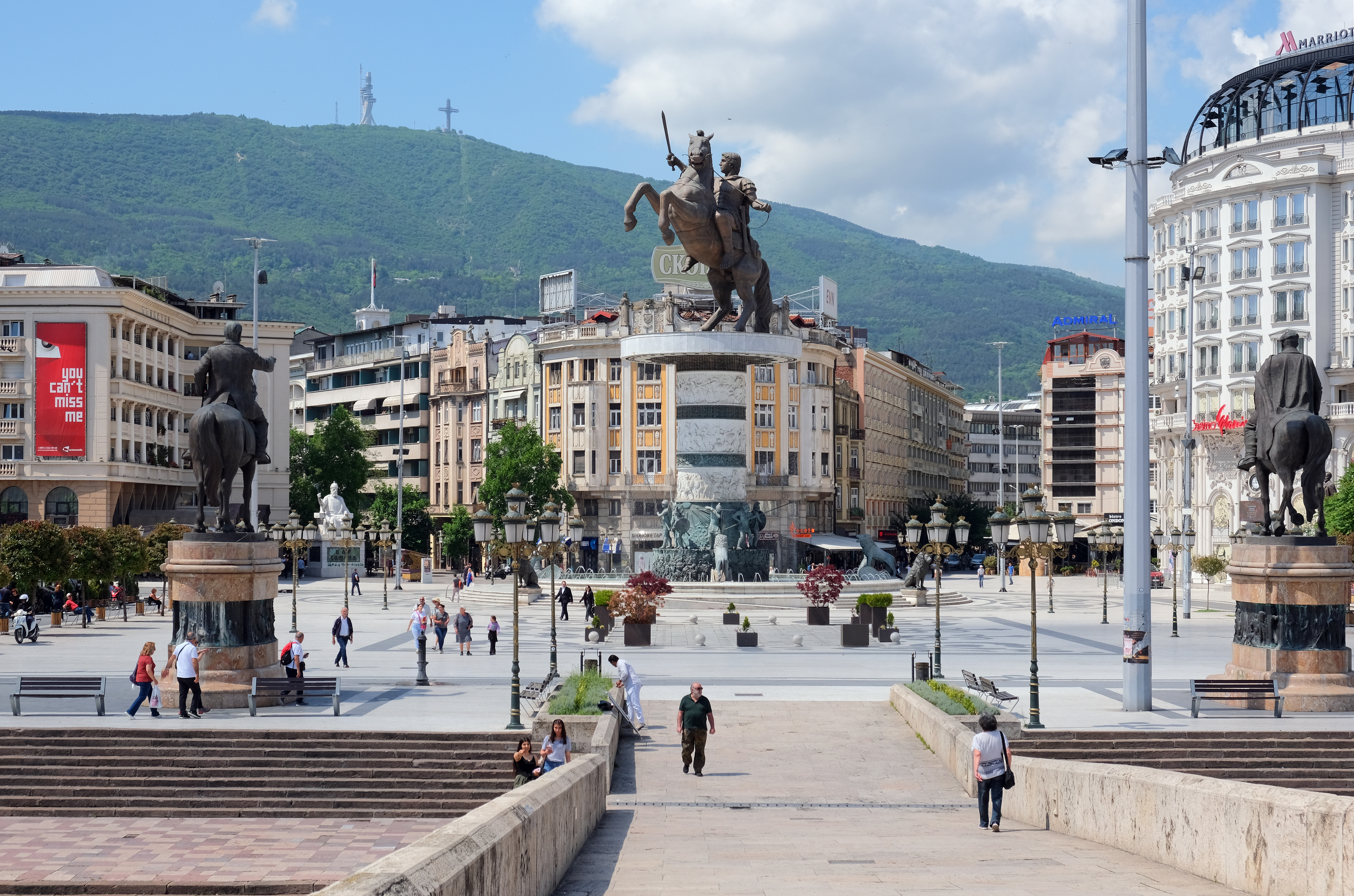
Скопье

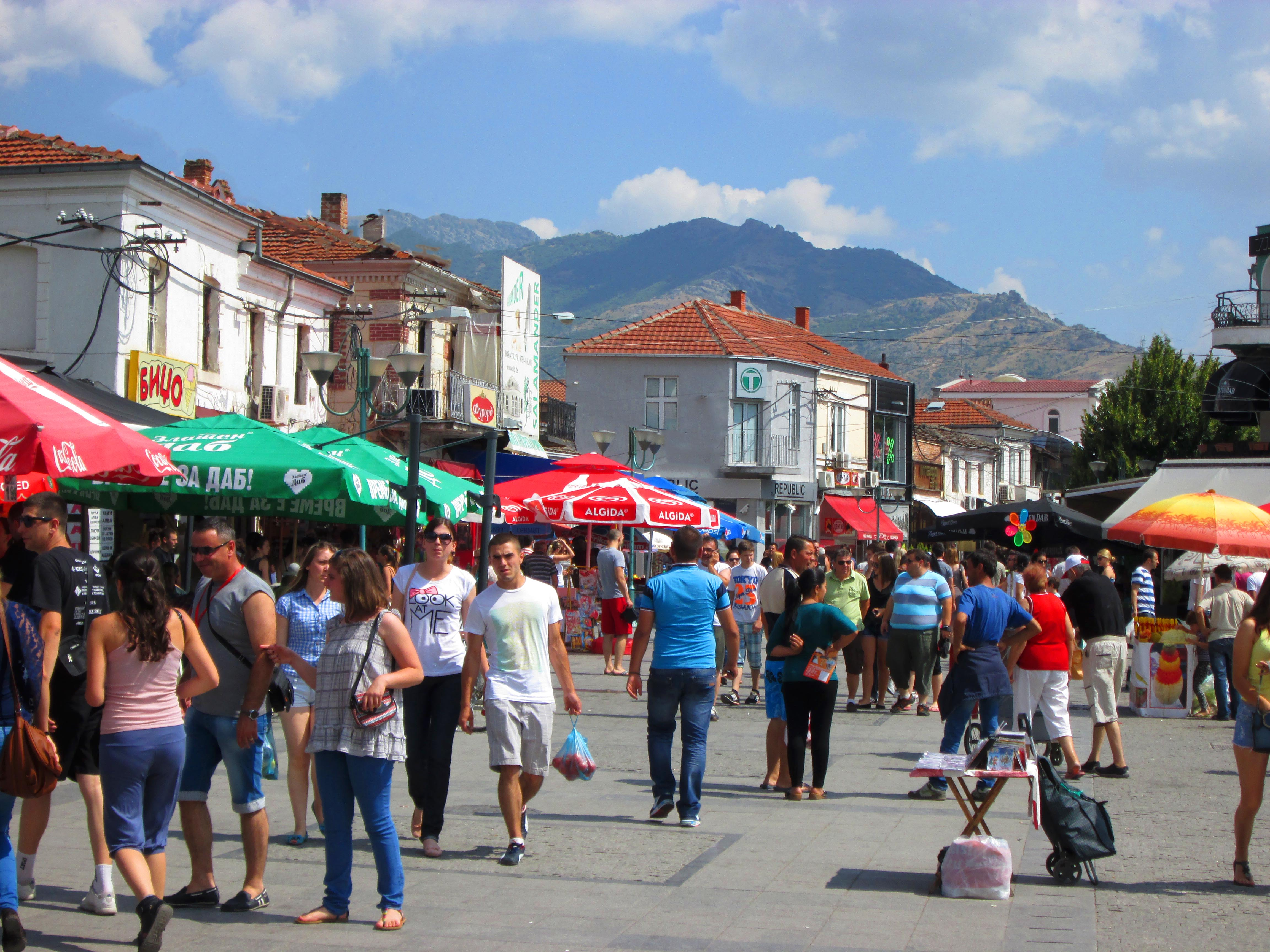
Прилеп

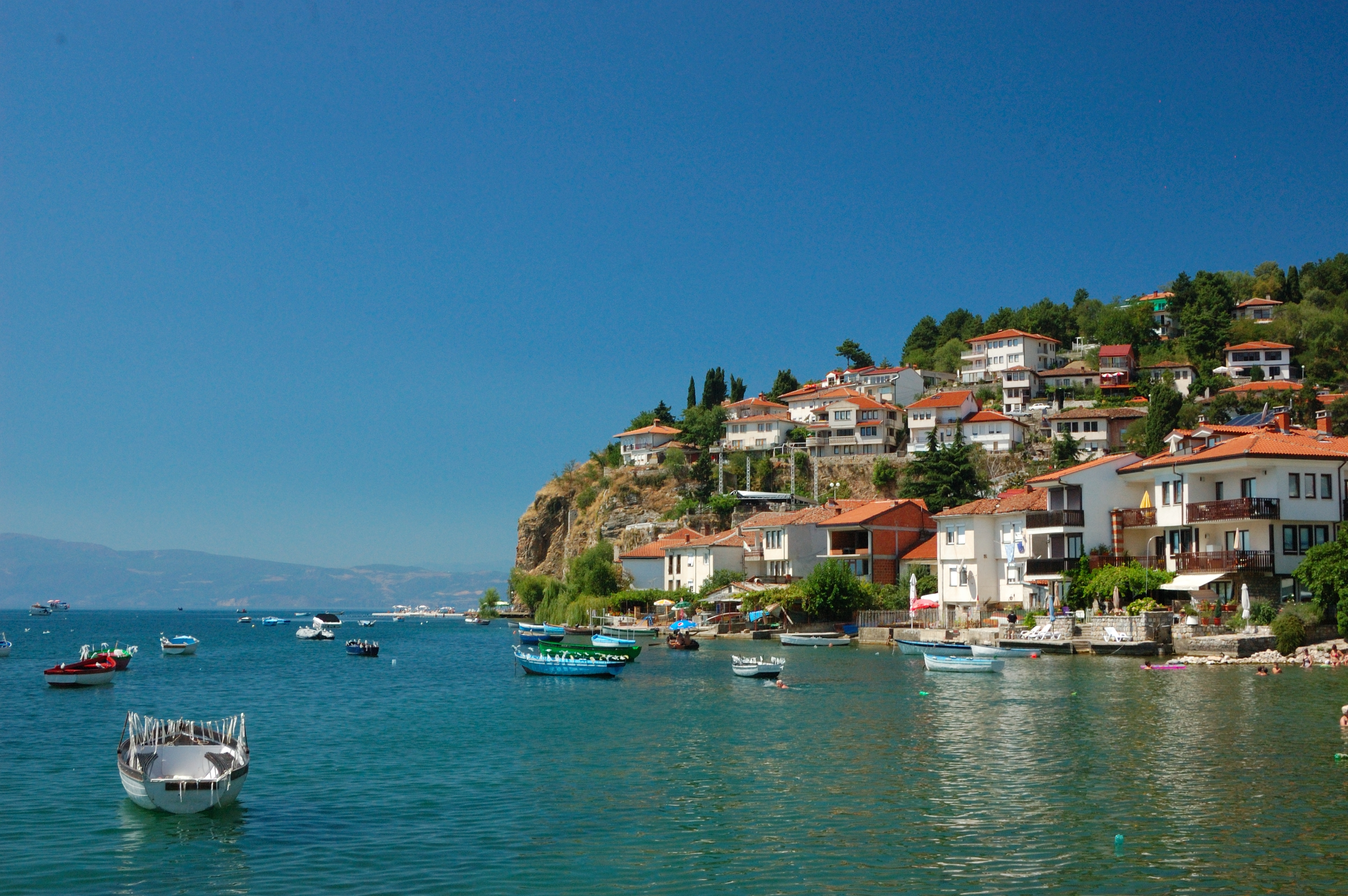
Охрид

Территория Республики Северная Македония делится на город Скопье (Град Скопје) и общины (Општини), город Скопье сам также делится на несколько общин.
Представительный орган города Скопье и общины — совет, исполнительный — градоначальник.

### Крупнейшие города государства
| Название | Население (2021) |
| -------- | ---------------- |
| Скопье   | 422 540          |
| Куманово | 75 051           |
| Битола   | 69 287           |
| Прилеп   | 63 308           |
| Тетово   | 63 176           |
| Штип     | 42 000           |
| Велес    | 40 664           |
| Охрид    | 38 818           |

## Население

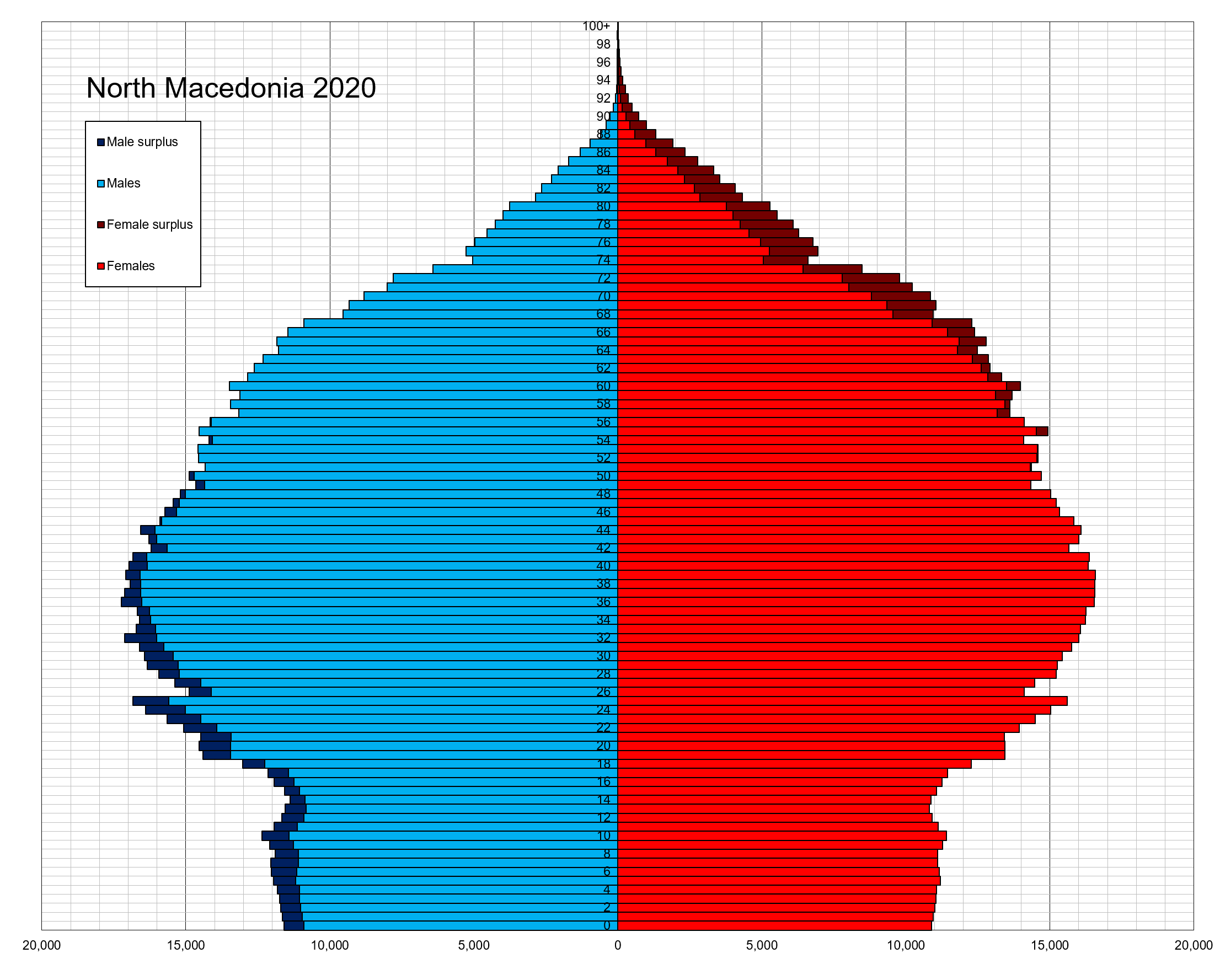
Возрастно-половая пирамида населения Северной Македонии на 2020 год

Общее население страны по состоянию на 05 сентября 2021 года составляло 1 836 713 человека. Согласно переписи 2002 года, общая численность населения в Республике Македония составила 2 022 547 жителей, среди которых:
- македонцы — 1 297 981 (64,18 %)
- албанцы — 509 083 (25,17 %)
- турки — 77 959 (3,85 %)
- цыгане — 53 879 (2,66 %)
- сербы — 35 939 (1,78 %)
- боснийцы — 17 018 (0,84 %)
- аромуны — 9695 (0,48 %)
- другие — 20 993 (1,04 %)

### Языки
Официальными государственными и наиболее распространёнными языками Северной Македонии являются македонский и албанский. Помимо этого, статус языков меньшинств имеют турецкий, цыганский, сербский, боснийский и арумынский. Из жестовых языков официальным является македонский жестовый язык.
15 января 2019 года в Северной Македонии вступил в силу закон, по которому албанский язык стал вторым государственным.
По данным переписи населения 2002 года, в Северной Македонии проживало 2 022 547 человек. 1 344 815 македонских граждан указали в качестве родного македонский, 507 989 человек — албанский, 71 757 — турецкий, 38 528 — цыганский, 6884 — арумынский, 24 773 — сербский, 8560 — боснийский, 19 241 — другие языки.

### Религиозный состав

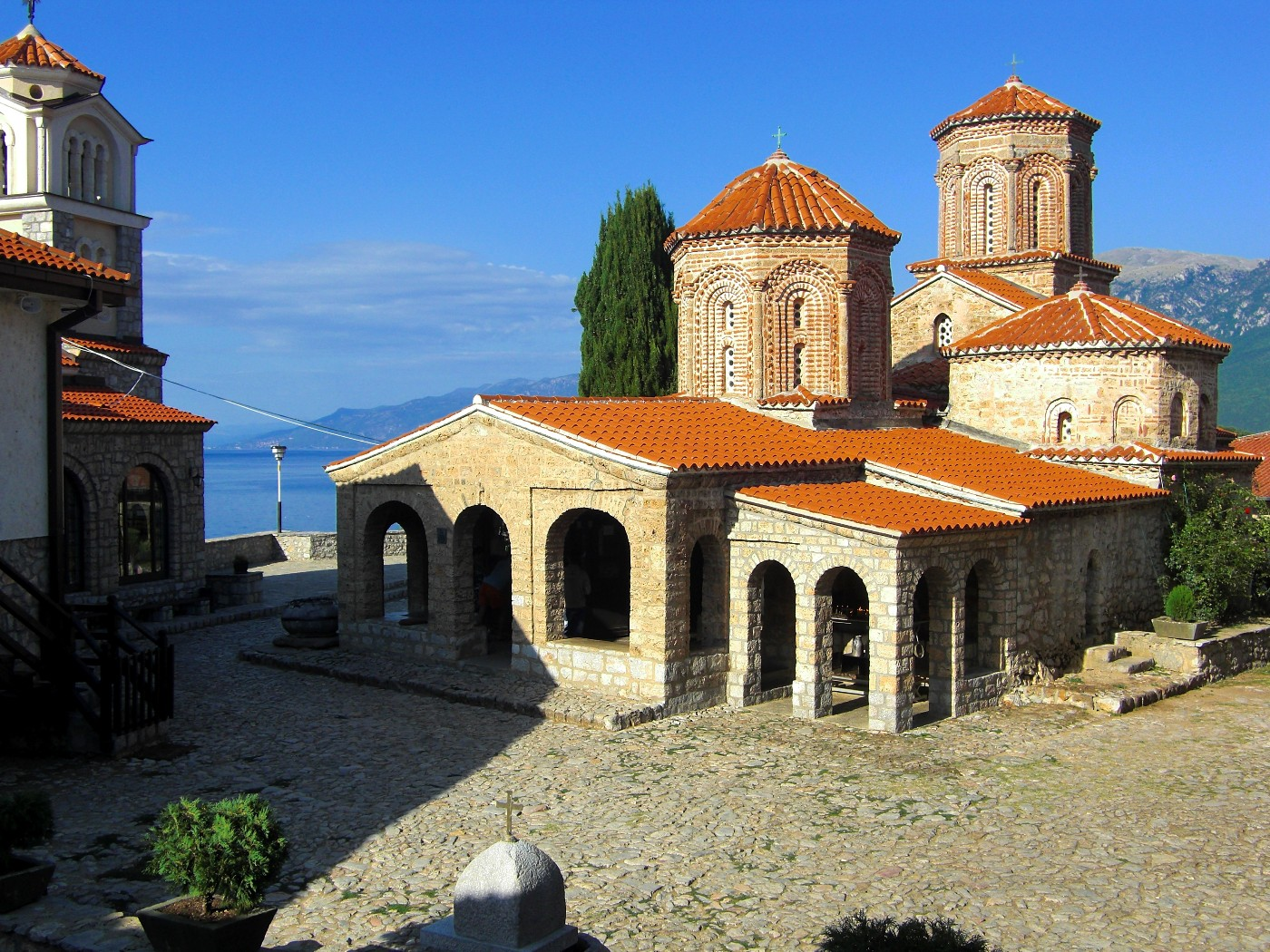
Постройки монастыря святого Наума

Большинство жителей страны (около 67 %) принадлежит к Македонской православной церкви. В 1967 году церковь провозгласила свою независимость от Сербской православной церкви, но её автокефалия долгое время не признавалась другими православными церквями. Мусульмане составляют 30 % от общего числа жителей, а приверженцев других конфессий — 3 %. Всего в Республике Македония 1200 православных храмов и монастырей и 425 мечетей.

## Экономика
Беднейшая из бывших югославских республик, одна из беднейших стран в Европе. Из-за санкций и эмбарго со стороны Греции в середине 1990-х годов большие потери в торговом балансе. Из-за торгового эмбарго и закрытия портов Греции приходилось искать другие, более дорогие транспортные узлы (например, через Румынию). Зависимость от импорта нефти, газа и продукции машиностроения.
В 1999 году, с обострением конфликта в Косове, в Республику Македония бежало огромное количество беженцев. К 2001 году в стране начался кризис, связанный с противоречиями на этнической почве среди населения. События 1999—2001 нанесли большой ущерб экономике. Прежде всего пострадала экология, а также резко упал уровень иностранного инвестирования в развитие Республики Македонии.
Экономическое развитие слабое. Здесь добывают хромиты, медные, свинцово-цинковые и железные руды, марганец. Есть предприятия чёрной и цветной металлургии, машиностроительные, химико-фармацевтические, лёгкой и пищевой промышленности.
Основным внешнеторговым партнёром Республики Македонии по состоянию на 2014 год являлся Евросоюз. Объём внешней торговли на 2014 год — 12211 млн долларов. Географическое распределение внешней торговли Республики Македонии (на 2014 год):
- Страны ЕС — 69,0 % (8404 млн долларов).
- Россия — 1,5 % (182 млн долларов)
- Китай — 4,3 % (525 млн долларов)
- Турция — 3,6 % (442 млн долларов)
- Страны Америки — 3,3 % (405 млн долларов)
- Страны Африки — 0,7 % (84 млн долларов)

Согласно опубликованному 31 октября 2018 года рейтингу Докладу «Ведение бизнеса» на 2019 год Республика Македония заняла 10-е место, получив тем самым наивысший рейтинг среди стран региона Европы и Центральной Азии после Грузии (6-е место).

### Туризм
На территории республики расположен ряд курортов (горнолыжных и бальнеологических): Попова Шапка, Пониква, Негорски-Бани, Лагадин, Маврово, Кежовица, Баня-Банско, Дебарски-Баньи и др.
Охрид и Охридское озеро являются объектами Всемирного наследия, охраняемыми ЮНЕСКО.

## Вооружённые силы
Основными целями вооружённых сил являются защита территориальной целостности и суверенитета государства, а также участие в операциях под эгидой ЕС, НАТО и ООН.  27 марта 2020 года Северная Македония официально стала 30-м членом НАТО. В том же месяце она приняла новую оборонную стратегию с акцентом на развитие потенциала и усовершенствованное планирование, основанное, среди прочего, на стандартах НАТО и ЕС. План развития оборонного потенциала на 2019—2028 годы закрепил долгосрочные цели развития, направленные на развитие коллективной обороны, совместной безопасности и управления кризисами возможности. В настоящее время ведётся работа по реструктуризации министерства обороны. Вооружённые силы полностью профессиональны, и страна стремится обучить все подразделения, особенно те, которые могут быть развёрнуты, стандартам НАТО. Ряд подразделений предназначен для участия в операциях под руководством НАТО, и в ноябре 2020 войска были развёрнуты в составе KFOR. Вооружённые силы увеличили своё участие в совместных учениях НАТО с момента вступления в Альянс. Участие в международных миротворческих миссиях расширили возможности материально-технического обеспечения. Страна располагает скромными морскими и воздушными силами и полагается на вооружение и военную технику (ВВТ) советских времён. Приоритеты приобретения включают непрямую огневую поддержку, лёгкую бронетехнику, киберзащиту и многоцелевые вертолёты. Македонская оборонная промышленность практически не имеет возможностей для проектирования и производства современного оборудования.

## Гуманитарные организации
Общество Красного Креста Республики Македонии было основано 17 марта 1945 года. Работает независимо с 21 мая 1992 года.
1 ноября 1995 года Красный Крест бывшей югославской Республики Македонии был признан Международным Комитетом Красного Креста и 27 ноября 1995 года стал полноправным членом Международной Федерации обществ Красного Креста и Красного Полумесяца.

## Членство в ЕС
На протяжении ряда лет страна пытается вступить в Европейский союз. После переименования Македонии основные возражения Греции были сняты, и эти попытки возобновились с новой силой. Однако не все страны — члены ЕС поддерживают такой вариант. Так, в начале ноября 2019 года президент Франции Эммануэль Макрон выступил против приёма страны в Евросоюз. Болгария в свою очередь требует, чтобы многонациональная Северная Македония включила болгар в часть конституции, перечисляющую проживающие в стране нации. 84% болгар выступают против поддержки вступления Северной Македонии в Евросоюз, 45% опрошенных против признания существования македонского языка — согласно официальной позиции Болгарской академии наук языком Северной Македонии является македонская литературная норма (болгарского языка).